# Gyps rueppelli

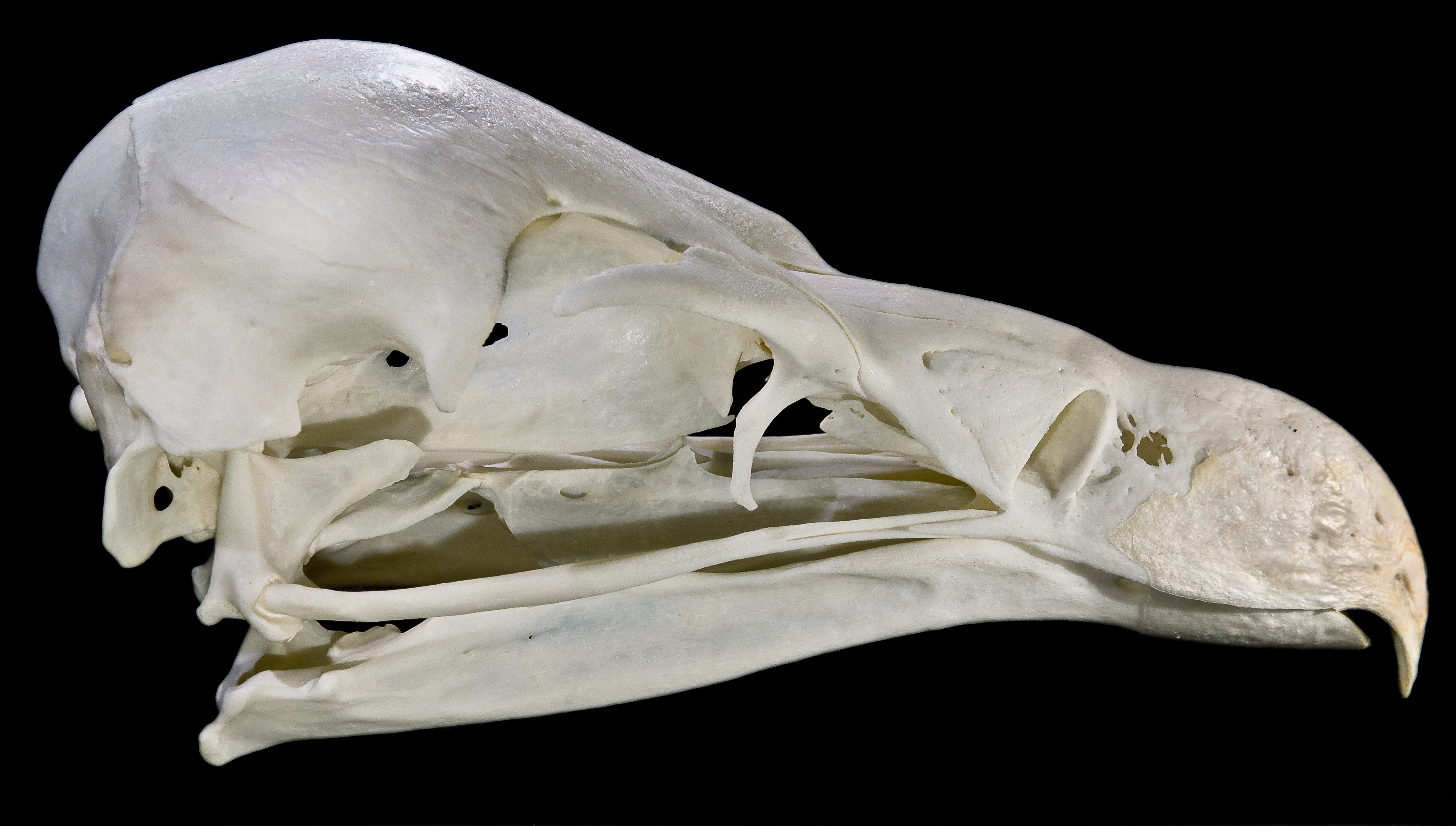
Gyps rueppelli.

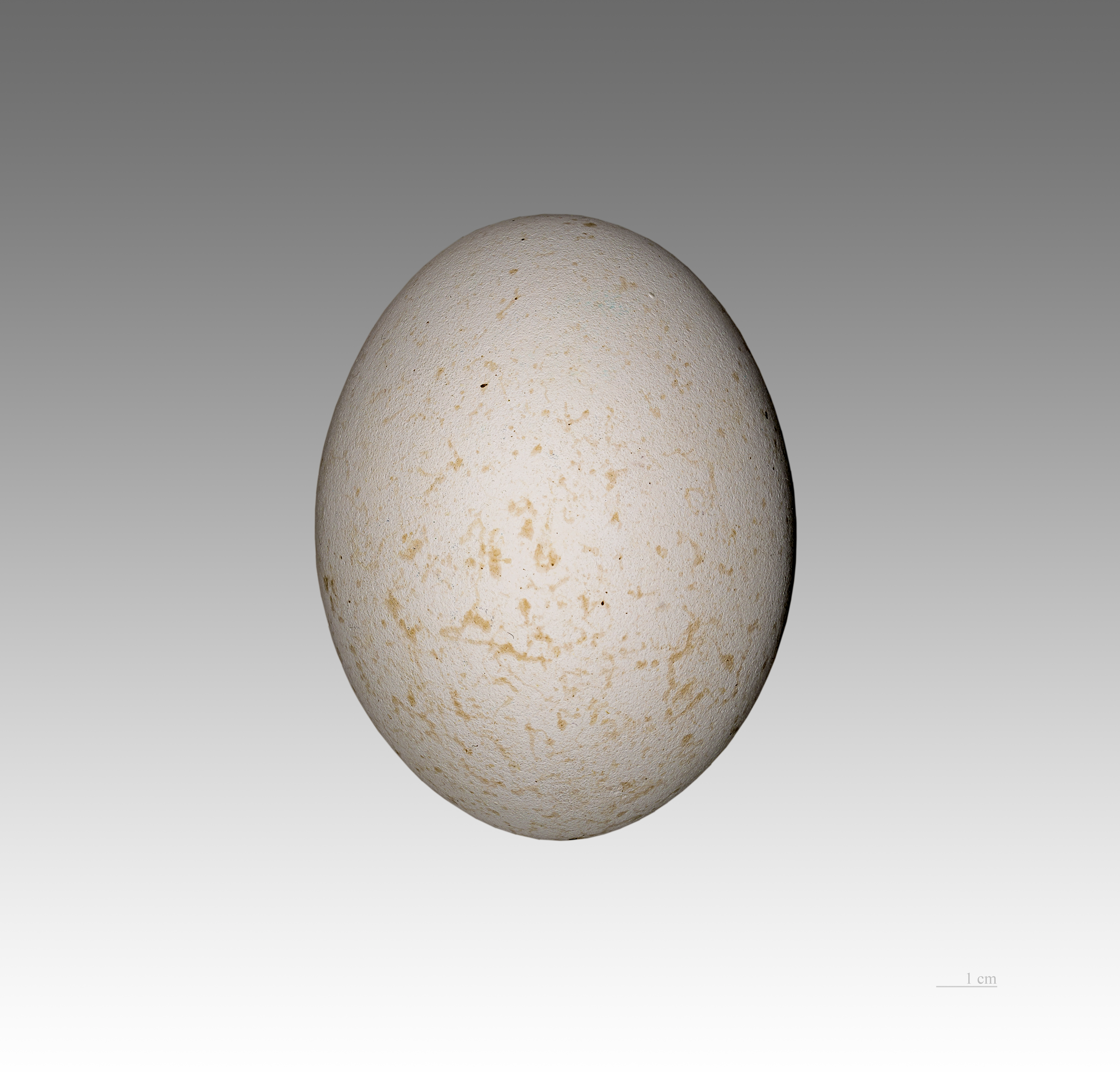
Huevo de Gyps rueppelli.

El buitre moteado o buitre de Ruppell (Gyps rueppelli) es una especie de ave accipitriforme de la familia Accipitridae cuya área de distribución abarca una buena parte del África subsahariana, al norte del ecuador terrestre.
Antes su nombre científico era Gyps rueppellii (con dos íes).
En España cuenta con diversos registros homologados, considerándose como una especie rara.

## Subespecies
Se reconocen dos subespecies de Gyps rueppelli :
- Gyps rueppelli rueppelli - sudoeste de Mauritania al este Sudán, Uganda, Kenia y Tanzania.
- Gyps rueppellii erlangeri - Etiopía, Eritrea y noroeste de Somalia; dudoso en el sur de Arabia.

## Récord de altura
El 29 de noviembre de 1973, un buitre moteado chocó con un avión que volaba a 11.277 metros sobre Costa de Marfil. Esto lo convirtió en el ave capaz de volar a mayor altitud en todo el mundo, por delante de la grulla común (Grus grus) y del ánsar indio (Anser indicus).